# Mistrzostwa Europy w Kolarstwie Szosowym 2021 – mieszana jazda drużynowa na czas
Mistrzostwa Europy w Kolarstwie Szosowym 2021 – mieszana jazda drużynowa na czas – konkurencja mieszanej jazdy drużynowej na czas w ramach Mistrzostw Europy w Kolarstwie Szosowym 2021, która rozegrana została 8 września 2021 na liczącej niespełna 45 kilometrów trasie wokół Trydentu.

## Uczestnicy

### Reprezentacje
| Reprezentacje (8)- Niemcy - Włochy - Francja - Ukraina - Holandia - Polska - Rosja - Austria |
|                                                                                              |

### Lista startowa
| Niemcy GER | Niemcy GER       | Niemcy GER |
| ---------- | ---------------- | ---------- |
| Nr         | Kolarz           | Miejsce    |
| 1          | Miguel Heidemann | 2.         |
| 2          | Justin Wolf      | 2.         |
| 3          | Max Walscheid    | 2.         |
| 4          | Corinna Lechner  | 2.         |
| 5          | Mieke Kröger     | 2.         |
| 6          | Tanja Erath      | 2.         |

| Włochy ITA | Włochy ITA           | Włochy ITA |
| ---------- | -------------------- | ---------- |
| Nr         | Kolarz               | Miejsce    |
| 11         | Matteo Sobrero       | 1.         |
| 12         | Filippo Ganna        | 1.         |
| 13         | Alessandro De Marchi | 1.         |
| 14         | Elena Cecchini       | 1.         |
| 15         | Marta Cavalli        | 1.         |
| 16         | Elisa Longo Borghini | 1.         |

| Francja FRA | Francja FRA     | Francja FRA |
| ----------- | --------------- | ----------- |
| Nr          | Kolarz          | Miejsce     |
| 21          | Bruno Armirail  | 4.          |
| 22          | Benjamin Thomas | 4.          |
| 23          | Alexis Gougeard | 4.          |
| 24          | Eugénie Duval   | 4.          |
| 25          | Coralie Demay   | 4.          |
| 26          | Gladys Verhulst | 4.          |

| Ukraina UKR | Ukraina UKR        | Ukraina UKR |
| ----------- | ------------------ | ----------- |
| Nr          | Kolarz             | Miejsce     |
| 31          | Daniił Nikulin     | 7.          |
| 32          | Mychajło Kononenko | 7.          |
| 33          | Ołeksandr Hołowasz | 7.          |
| 34          | Wałeryja Kononenko | 7.          |
| 35          | Hanna Sołowej      | 7.          |
| 36          | Olha Szekel        | 7.          |

| Holandia NED | Holandia NED     | Holandia NED |
| ------------ | ---------------- | ------------ |
| Nr           | Kolarz           | Miejsce      |
| 41           | Koen Bouwman     | 3.           |
| 42           | Jos van Emden    | 3.           |
| 43           | Bauke Mollema    | 3.           |
| 44           | Floortje Mackaij | 3.           |
| 45           | Amy Pieters      | 3.           |
| 46           | Demi Vollering   | 3.           |

| Polska POL | Polska POL         | Polska POL |
| ---------- | ------------------ | ---------- |
| Nr         | Kolarz             | Miejsce    |
| 51         | Damian Bieniek     | 8.         |
| 52         | Damian Sławek      | 8.         |
| 53         | Damian Papierski   | 8.         |
| 54         | Dorota Przęzak     | 8.         |
| 55         | Paulina Pastuszek  | 8.         |
| 56         | Patrycja Lorkowska | 8.         |

| Rosja RUS | Rosja RUS            | Rosja RUS |
| --------- | -------------------- | --------- |
| Nr        | Kolarz               | Miejsce   |
| 61        | Piotr Rikunow        | 6.        |
| 62        | Artiom Owieczkin     | 6.        |
| 63        | Pawieł Koczetkow     | 6.        |
| 64        | Tamara Dronowa       | 6.        |
| 65        | Tatjana Antoszyna    | 6.        |
| 66        | Margarita Syradojewa | 6.        |

| Austria AUT | Austria AUT             | Austria AUT |
| ----------- | ----------------------- | ----------- |
| Nr          | Kolarz                  | Miejsce     |
| 71          | Maximilian Schmidbauer  | 5.          |
| 72          | Felix Ritzinger         | 5.          |
| 73          | Felix Gall              | 5.          |
| 74          | Sarah Rijkes            | 5.          |
| 75          | Kathrin Schweinberger   | 5.          |
| 76          | Christina Schweinberger | 5.          |

| Niemcy GER | Niemcy GER       | Niemcy GER |
| ---------- | ---------------- | ---------- |
| Nr         | Kolarz           | Miejsce    |
| 1          | Miguel Heidemann | 2.         |
| 2          | Justin Wolf      | 2.         |
| 3          | Max Walscheid    | 2.         |
| 4          | Corinna Lechner  | 2.         |
| 5          | Mieke Kröger     | 2.         |
| 6          | Tanja Erath      | 2.         |

| Włochy ITA | Włochy ITA           | Włochy ITA |
| ---------- | -------------------- | ---------- |
| Nr         | Kolarz               | Miejsce    |
| 11         | Matteo Sobrero       | 1.         |
| 12         | Filippo Ganna        | 1.         |
| 13         | Alessandro De Marchi | 1.         |
| 14         | Elena Cecchini       | 1.         |
| 15         | Marta Cavalli        | 1.         |
| 16         | Elisa Longo Borghini | 1.         |

| Francja FRA | Francja FRA     | Francja FRA |
| ----------- | --------------- | ----------- |
| Nr          | Kolarz          | Miejsce     |
| 21          | Bruno Armirail  | 4.          |
| 22          | Benjamin Thomas | 4.          |
| 23          | Alexis Gougeard | 4.          |
| 24          | Eugénie Duval   | 4.          |
| 25          | Coralie Demay   | 4.          |
| 26          | Gladys Verhulst | 4.          |

| Ukraina UKR | Ukraina UKR        | Ukraina UKR |
| ----------- | ------------------ | ----------- |
| Nr          | Kolarz             | Miejsce     |
| 31          | Daniił Nikulin     | 7.          |
| 32          | Mychajło Kononenko | 7.          |
| 33          | Ołeksandr Hołowasz | 7.          |
| 34          | Wałeryja Kononenko | 7.          |
| 35          | Hanna Sołowej      | 7.          |
| 36          | Olha Szekel        | 7.          |

| Holandia NED | Holandia NED     | Holandia NED |
| ------------ | ---------------- | ------------ |
| Nr           | Kolarz           | Miejsce      |
| 41           | Koen Bouwman     | 3.           |
| 42           | Jos van Emden    | 3.           |
| 43           | Bauke Mollema    | 3.           |
| 44           | Floortje Mackaij | 3.           |
| 45           | Amy Pieters      | 3.           |
| 46           | Demi Vollering   | 3.           |

| Polska POL | Polska POL         | Polska POL |
| ---------- | ------------------ | ---------- |
| Nr         | Kolarz             | Miejsce    |
| 51         | Damian Bieniek     | 8.         |
| 52         | Damian Sławek      | 8.         |
| 53         | Damian Papierski   | 8.         |
| 54         | Dorota Przęzak     | 8.         |
| 55         | Paulina Pastuszek  | 8.         |
| 56         | Patrycja Lorkowska | 8.         |

| Rosja RUS | Rosja RUS            | Rosja RUS |
| --------- | -------------------- | --------- |
| Nr        | Kolarz               | Miejsce   |
| 61        | Piotr Rikunow        | 6.        |
| 62        | Artiom Owieczkin     | 6.        |
| 63        | Pawieł Koczetkow     | 6.        |
| 64        | Tamara Dronowa       | 6.        |
| 65        | Tatjana Antoszyna    | 6.        |
| 66        | Margarita Syradojewa | 6.        |

| Austria AUT | Austria AUT             | Austria AUT |
| ----------- | ----------------------- | ----------- |
| Nr          | Kolarz                  | Miejsce     |
| 71          | Maximilian Schmidbauer  | 5.          |
| 72          | Felix Ritzinger         | 5.          |
| 73          | Felix Gall              | 5.          |
| 74          | Sarah Rijkes            | 5.          |
| 75          | Kathrin Schweinberger   | 5.          |
| 76          | Christina Schweinberger | 5.          |

## Klasyfikacja generalna
| \| Klasyfikacja etapu \| Klasyfikacja etapu \| Klasyfikacja etapu \| Klasyfikacja etapu \| Klasyfikacja etapu \| Klasyfikacja etapu \| \| Drużyna \| Drużyna \| Państwo \| Czas \| Strata \| Prędkość \| \| ------------------ \| ------------------ \| ------------------ \| ------------------ \| ------------------ \| ------------------ \| \| 1. \| Włochy \| Włochy \| 51' 59" \| \| \| \| 2. \| Niemcy \| Niemcy \| \| + 21" \| \| \| 3. \| Holandia \| Holandia \| \| + 26" \| \| \| 4. \| Francja \| Francja \| \| + 1' 28" \| \| \| 5. \| Austria \| Austria \| \| + 3' 24" \| \| \| 6. \| Rosja \| Rosja \| \| + 3' 35" \| \| \| 7. \| Ukraina \| Ukraina \| \| + 3' 35" \| \| \| 8. \| Polska \| Polska \| \| + 3' 53" \| \| |          |          |         |          |          |
| |          |          |         |          |          |
| Źródło: ProCyclingStats |          |          |         |          |          |
| Klasyfikacja etapu |          |          |         |          |          |
| Drużyna | Drużyna  | Państwo  | Czas    | Strata   | Prędkość |
| 1. | Włochy   | Włochy   | 51' 59" |          |          |
| 2. | Niemcy   | Niemcy   |         | + 21"    |          |
| 3. | Holandia | Holandia |         | + 26"    |          |
| 4. | Francja  | Francja  |         | + 1' 28" |          |
| 5. | Austria  | Austria  |         | + 3' 24" |          |
| 6. | Rosja    | Rosja    |         | + 3' 35" |          |
| 7. | Ukraina  | Ukraina  |         | + 3' 35" |          |
| 8. | Polska   | Polska   |         | + 3' 53" |          |